# Elena Maria Catargiu-Obrenović
Elena Maria Catargiu-Obrenović, née le 3 août 1835 à Iași (Principauté de Moldavie) et morte le 16 juillet 1876 à Dresde (Royaume de Saxe), est la fille du boyard et logothète Constantin Catargiu et de Smărăndița Balş. Mère du roi Milan de Serbie, elle est également connue comme étant la maîtresse du prince Alexandre Jean Cuza.

## Biographie
Elena Maria Catargiu est la fille aînée de Constantin Catargiu (1800-1871) et de Smărăndița Catargiu, Balş (1811-1886) mariés en 1830. Issue d'une famille noble, elle a une sœur cadette Olga qui a épousé Petre Mavrogheni, homme politique et ministre des Finances.
Elena Maria s'est mariée deux fois. Son premier mari était un général serbe, avec qui elle a eu un fils, Rudi né vers 1853 (qui n'a pas été reconnu par son père et portait donc le nom de famille de sa mère). L'enfant a été élevé par la sœur cadette de Maria, Munu Catargi.
Maria épouse ensuite Miloš Obrenović, prince de Serbie, avec qui elle a eu un fils en août 1854, qui devient le roi de Serbie Milan Ier (1882-1889). Après son deuxième mariage, dissout en 1855, peu après la naissance de Milan, elle est désignée sous le nom d'Elena Maria Catargiu-Obrenović.
La princesse Elena Maria Catargiu est connue pour sa liaison extraconjugale avec le prince Alexandre Jean Cuza qui débute au début des années 1860. Peu de temps après le début de l'idylle, le 12 mars 1862, le prince acquiert afin d'y installer sa maîtresse, une maison luxueuse située dans la rue Biserica Amzei, une construction relativement petite, mais bien agencée, située dans une rue peu fréquentée, et en même temps proche du Palais Royal.
Avec le prince Cuza, Elena Maria a eu deux fils, Alexandru Al. Ioan Cuza (1862/1864-1889) et Dimitrie Cuza (1865-1888). Ces deux fils illégitimes ont été élevés et adoptés par Elena, l'épouse d'Alexandre Cuza en 1865. Alexandru Al. Ioan Cuza, le fils aîné du souverain, est décrit comme flegmatique, dépourvu de la volonté et de l'ambition de son père. Il a épousé Maria Moruzzi et est mort en 1889, à l'âge d'environ 25 ans des suites de la pathologie cardiaque congénitale dont il était atteint, lors de sa lune de miel à Madrid. Le fils cadet d'Elena Maria, Dimitrie, a connu un destin tragique. Il a étudié à Paris et, de retour au pays, s'est installé au palais Ruginoasa, où vivaient Elena Cuza et son frère Alexandru. Dimitrie Cuza s'est suicidé en 1888 après une rupture sentimentale.
Les excentricités ostentatoires de la relation illégitime entre Cuza et Elena Maria ont créé à l'époque, notamment au sein de la classe politique, un vif courant de désapprobation. Malgré les avertissements, les critiques des proches et les réactions parfois violentes de l'opposition, le prince n'a nullement accepté de mettre fin à sa liaison avec Marie, ni même de faire preuve de discrétion.
Après la déposition d'Alexandre Cuza, à laquelle certains historiens l'accusent d'être mêlée, le 23 février 1866, Elena Maria a accompagné le prince en exil à Vienne, avant de le quitter en 1870 pour devenir dame d'honneur à la cour de Berlin auprès de l'impératrice Augusta.
À 40 ans, elle découvre qu'elle est atteinte d'un cancer et se donne la mort à Dresde le 16 juillet 1876. Elle a été enterrée à l'église Saint-Spiridon de Iași. En 1908, ses restes ont été exhumés et transférés dans la sépulture de sa famille au cimetière Eternitatea, à Iași.